# CYP21A2
CYP21A2 (англ. Cytochrome P450 family 21 subfamily A member 2) – білок, який кодується однойменним геном, розташованим у людей на короткому плечі 6-ї хромосоми. Довжина поліпептидного ланцюга білка становить 494 амінокислот, а молекулярна маса — 55 887.
| 10         |  | 20         |  | 30         |  | 40         |  | 50         |
| ---------- |  | ---------- |  | ---------- |  | ---------- |  | ---------- |
| MLLLGLLLLP |  | LLAGARLLWN |  | WWKLRSLHLP |  | PLAPGFLHLL |  | QPDLPIYLLG |
| LTQKFGPIYR |  | LHLGLQDVVV |  | LNSKRTIEEA |  | MVKKWADFAG |  | RPEPLTYKLV |
| SKNYPDLSLG |  | DYSLLWKAHK |  | KLTRSALLLG |  | IRDSMEPVVE |  | QLTQEFCERM |
| RAQPGTPVAI |  | EEEFSLLTCS |  | IICYLTFGDK |  | IKDDNLMPAY |  | YKCIQEVLKT |
| WSHWSIQIVD |  | VIPFLRFFPN |  | PGLRRLKQAI |  | EKRDHIVEMQ |  | LRQHKESLVA |
| GQWRDMMDYM |  | LQGVAQPSME |  | EGSGQLLEGH |  | VHMAAVDLLI |  | GGTETTANTL |
| SWAVVFLLHH |  | PEIQQRLQEE |  | LDHELGPGAS |  | SSRVPYKDRA |  | RLPLLNATIA |
| EVLRLRPVVP |  | LALPHRTTRP |  | SSISGYDIPE |  | GTVIIPNLQG |  | AHLDETVWER |
| PHEFWPDRFL |  | EPGKNSRALA |  | FGCGARVCLG |  | EPLARLELFV |  | VLTRLLQAFT |
| LLPSGDALPS |  | LQPLPHCSVI |  | LKMQPFQVRL |  | QPRGMGAHSP |  | GQNQ       |

A: Аланін

C: Цистеїн

D: Аспарагінова кислота

E: Глутамінова кислота

F: Фенілаланін

G: Гліцин

H: Гістидин

I: Ізолейцин

K: Лізин

L: Лейцин

M: Метіонін

N: Аспарагін

P: Пролін

Q: Глутамін

R: Аргінін

S: Серин

T: Треонін

V: Валін

W: Триптофан

Кодований геном білок за функцією належить до оксидоредуктаз. 
Задіяний у такому біологічному процесі, як альтернативний сплайсинг. 
Білок має сайт для зв'язування з ліпідами, іонами металів, іоном заліза, гемом, стероїдами. 
Локалізований у мембрані, ендоплазматичному ретикулумі, мікросомах.